# Roman Karolak
Roman Karolak (ur. 17 lutego 1917 w Dąbrówce Wielkiej, zm. 12 maja 2004 tamże) – polski spółdzielca i polityk, poseł na Sejm PRL VII i VIII kadencji.

## Życiorys
Podczas II wojny światowej był komendantem Batalionów Chłopskich na kilka powiatów w okolicach Łodzi. Uzyskał tytuł zawodowy inżyniera rolnictwa w Wyższej Szkole Gospodarstwa Wiejskiego w Łodzi w 1946. Był prezesem rady Centralnego Związku Rolniczych Spółdzielni Produkcyjnych oraz zarządu Rolniczej Spółdzielni Wytwórczej w Dąbrówce Wielkiej, a także wiceprezesem Wojewódzkiego Komitetu Zjednoczonego Stronnictwa Ludowego. W 1976 uzyskał mandat posła na Sejm PRL VII kadencji w okręgu łódzkim. Zasiadał w Komisji Handlu Zagranicznego oraz w Komisji Przemysłu Ciężkiego, Maszynowego i Hutnictwa. W 1980 uzyskał reelekcję w okręgu Łódź-Bałuty. Zasiadał w Komisji Przemysłu Ciężkiego, Maszynowego i Hutnictwa, Komisji Komunikacji i Łączności oraz w Komisji Przemysłu.
Odznaczony Krzyżem Kawalerskim Orderu Odrodzenia Polski i Krzyżem Partyzanckim.